# The Voice Sverige
The Voice Sverige var ett talangprogram som hade premiär på TV4 den 4 januari 2012. Programledare var Carina Berg. Programmet var den svenska versionen av det nederländska originalformatet The Voice. Som assistent till Berg, och som webbprogramledare, fungerade Simona Abraham. Coacherna var Petter, Carola Häggkvist, Ola Salo och Magnus Uggla. De tävlande var över 18 år och ansökandet gick till genom att de tävlande skickade in ett röstprov på TV4:s hemsida. På tv4.se kunde besökarna ge betyg på de tävlande, och där visade också datorprogram sitt betyg på sångrösten. Vinnaren vann ett skivkontrakt hos Universal Music Group.
Vinnaren av programmet blev Ulf Nilsson.

## Finalister

### Petters lag
- Helena Gutarra, 34, Stockholm
- Ulf Nilsson, 33, Stockholm
- Daniella Hernandez, 20, Stockholm
- Marcus Sennewald, 22, Stockholm
- Mary N'diaye, 24, Stockholm

### Carolas lag
- Elie Bauduin, 22, Göteborg
- Mikaela Samuelsson, 18, Tollered
- Edvard Bisof, 31, Malmö
- Jimmy Öberg, 26, Norrtälje
- Dennis Camitz, 24, Helsingborg

### Ugglas lag
- Freja Blomberg, Göteborg
- Clara Sagström, Järvsö
- Christian Hedgren, Falun
- Ninni Bautista, Stockholm
- Angelina Darland, Göteborg

### Olas lag
- Saga Björling, Visby
- Nicole Sabouné, Lund
- Michaela Stridbeck, Piteå
- Adrian Modiggård, Stockholm
- Micke Mojo Nilsson, Östersund

## Program

### Liveprogram 1
I första liveprogrammet där tittarna ringer in eller skickar SMS till programmet röstades tre personer från varje lag vidare i tävlingen. Programmet sändes 24 februari 2012.
1. Helena Gutarra  – Standing in the way of control (Gossip)
2. Ulf Nilsson  – Electric worry (Clutch)
3. Daniella Hernandez  – Crazy in love (Beyoncé)
4. Marcus Sennewald  – Shoreline (Broder Daniel)
5. Mary N'diaye  – Proud Mary (Tina Turner)
6. Elie Bauduin  – Try a little tenderness (Otis Redding)
7. Mikaela Samuelsson  – I will love again (Lara Fabian)
8. Edvard Bisof  – As (Stevie Wonder)
9. Jimmy Öberg,  – Follow through (Gavin de Graw)
10. Dennis Camitz  – I won't let you go (James Morrisson)

### Liveprogram 2
I det andra liveprogrammet där tittarna ringer in eller skickar SMS till programmet röstades tre personer från varje lag vidare i tävlingen. Programmet sändes 2 mars 2012.
1. Freja Blomberg  – Holiday (Green Day)
2. Saga Björling  – There Must Be An Angel (Eurythmics)
3. Clara Sagström – Ingen vill veta var du köpt din tröja (Raymond & Maria)
4. Nicole Sabouné  – Running Up That Hill (Kate Bush)
5. Christian Hedgren  – Crazy Crazy Nights (Kiss)
6. Michaela Stridbeck  – Bleeding Love (Leona Lewis)
7. Adrian Modiggård  – I Wanna Be Your Lover (Prince)
8. Ninni Bautista  – Perfect Day (Lou Reed)
9. Angelina Darland  – Kiss me (Sixpence None the Richer)
10. Micke Mojo Nilsson  – I Want To Know What Love Is (Foreigner)

### Liveprogram 3
I det tredje liveprogrammet där tittarna ringer in eller skickar SMS till programmet röstades tre personer från varje lag vidare i tävlingen. Programmet sändes 9 mars 2012.
1. Michaela Stridbeck  – Firework (Katy Perry)
2. Elie Baduin  – No one (Alicia Keys)
3. Angelina Darland  – Lovestory (Taylor Swift)
4. Helena Gutarra  – Girls just wanna have fun (Cyndi Lauper)
5. Nicole Sabouné  – Shake it out (Florence & The machine)
6. Dennis Camitz  – Someone like you (Adele)
7. Ninni Bautista  – Every teardrop is a waterfall (Coldplay)
8. Ulf Nilsson  – My my, hey hey (Neil Young)
9. Micke Mojo Nilsson  – Long live rock'n'roll (Rainbow)
10. Jimmy Öberg  – Free fallin (Tom Petty)
11. Clara Sagström  – Öppna upp ditt fönster (Lisa Ekdahl)
12. Mary N'diaye  – They don't care about us (Michael Jackson)

### Liveprogram 4
I det fjärde liveprogrammet där tittarna ringer in eller skickar SMS till programmet röstades en person från varje lag vidare i tävlingen. Programmet sändes 16 mars 2012.
1. Micke Mojo Nilsson – Are you gonna go my way (Lenny Krawitz)
2. Ninni Bautista – I have nothing (Whitney Houston)
3. Mary N'diaye – Umbrella (Rihanna)
4. Elie Bauduin  – Shake your tail feather (Ray Charles)
5. Nicole Sabouné – Nothing compares 2 U (Sinéad O'Connor)
6. Dennis Camitz – Some die young (Laleh)
7. Clara Sagström  – Come give me love (Ted Gärdestad)
8. Ulf Nilsson – Rebel Yell (Billy Idol)

### Liveprogram 5 Final
I det femte liveprogrammet röstade man fram Ulf Nilsson som vinnare med låten I let the angels see me home. Programmet sändes den 23 mars 2012. Den första låten sjöng deltagaren med sin coach, medan den andra som var en nyskriven låt sjöng de solo.

#### Låt 1
1. Ulf Nilsson – Gör min dag (Petter)
2. Micke Mojo Nilsson – Rock and roll all nite (Kiss)
3. Dennis Camitz – Hallelujah (Jeff Buckley)
4. Ninni Bautista – Du och jag mot hela världen (Magnus Uggla)

#### Låt 2
1. Ulf Nilsson – I let the angels see me home (Ulf Nilsson)
2. Micke Mojo Nilsson – I just can't get enough (Micke Mojo Nilsson)
3. Dennis Camitz – Charm the angels (Dennis Camitz)
4. Ninni Bautista – Living in the house of love  (Ninni Bautista)

## Mottagande
I februari skrev Expressen att programmet skulle läggas ned redan efter första säsongen, något TV4 då dementerade, men den 9 november 2012 bekräftade TV4 att ingen ny säsong var planerad. Anledningen var de låga tittarsiffrorna, som i snitt låg på 627 000 och kan jämföras med de 1 054 000 i snitt som följde Idol.

## Kritiserat deltagarkontrakt
Det 27 sidor långa kontrakt som de tävlande var tvungna skriva på för att få delta i tävlingen var ett så kallat 360-avtal, vilket bland annat innebar att de måste avstå 20 procent av sidoinkomsterna och rätten till sin personlighet. Musikerförbundets jurist Per Herrey sade att kontraktet var ett av de värsta han sett och även Petter och Magnus Uggla kritiserade avtalen. Musikerförbundet menade att det behövdes ett etiskt råd och en uppförandekod för branschen. Per Sundin på Universal Sverige sade att de inte kunde påverka villkoren i avtalet eftersom villkoren styrs från ett internationellt bolag. Men i Finland, där chefen för det finska musikerförbundets juridiska frågor sade att hon aldrig varit med om ett kontrakt som var så begränsande för artisterna, ändrades förutsättningarna efter att flera deltagare hade hoppat av tävlingen och musiker hade hotat med domstol. Där lyckades man även bryta sönder det kritiserade 360-avtalet och kravet på att Universal själva skulle bli manager åt artisten ströks.